# Старая Салаусь
Ста́рая Салау́сь (тат. Иске Салавыч) — село в Балтасинском районе Республики Татарстан, административный центр Салаусского сельского поселения.

## География
Село находится на реке Шошма, в 8 км к востоку от районного центра, посёлка городского типа Балтаси.

## История
Село основано в период Казанского ханства.
В XVIII – первой половине XIX века жители относились к категории государственных крестьян. Основные занятия жителей в этот период – земледелие и скотоводство.
В «Списке населенных мест по сведениям 1859—1873 годов», изданном в 1876 году, населённый пункт упомянут как казённая деревня Салаусь старая Малмыжского уезда Вятской губернии. Располагалась при речке Салауске, на Сибирском почтовом тракте, в 30 верстах от уездного города Малмыжа. В деревне, в 71 дворе жили 527 человек (257 мужчин и 270 женщин), была мечеть.
В начале XX века в селе функционировали мечеть, мектеб. В этот период земельный надел сельской общины составлял 1226,2 десятины.
В 1918 году в селе открыта начальная школа. В 1929 году — организован колхоз «Кызыл яшляр».
До 1920 года село входило в Янгуловскую волость Малмыжского уезда Вятской губернии. С 1920 года в составе Арского кантона ТАССР. С 10 августа 1930 года в Тюнтерском, со 2 марта 1932 года в Балтасинском, с 1 февраля 1963 года в Арском, с 12 января 1965 года в Балтасинском районах.

## Население
| 1859 | 1884 | 1905 | 1920 | 1926 | 1938 | 1949 | 1958 | 1970 | 1979 | 1989 | 2002 | 2010 | 2015 |
| ---- | ---- | ---- | ---- | ---- | ---- | ---- | ---- | ---- | ---- | ---- | ---- | ---- | ---- |
| 527  | 554  | 672  | 698  | 645  | 558  | 506  | 429  | 1020 | 997  | 827  | 988  | 1014 | 1065 |

Национальный состав села: татары.

## Известные уроженцы
Ф. С. Баязитова (р. 1942) – языковед, доктор филологических наук.
Х. Г. Галимуллин (р. 1932) – заслуженный агроном ТАССР, председатель колхоза «Татарстан» (в 1971–1996 годах).

## Экономика
Жители работают преимущественно в ООО «Татарстан», занимаются полеводством, овощеводством, мясо-молочным скотоводством.

## Социальные объекты
В селе действуют многопрофильный лицей, спортивный комплекс (с 1992 года), дом культуры (с 1989 года), детский сад (с 1983 года), фельдшерско-акушерский пункт (открыт в 1942 году как медпункт), библиотека.

## Религиозные объекты
Мечеть (с 1995 года).